# François Labrousse
François Labrousse (29 décembre 1878- 27 novembre 1951) est un homme politique et un résistant français.

## Biographie
Né à Brive, médecin, expert en psychiatrie près la cour d'appel de Paris, François Labrousse est élu sénateur de la Corrèze en 1921, comme son père, Philippe-Michel Labrousse, le fut de 1894 à 1910. Orateur brillant, il siège dans les rangs de la Gauche démocratique et intervient sur les grandes questions débattues au Palais du Luxembourg : le droit de vote des femmes, la ratification des accords de Locarno, le pacte de renonciation à la guerre (plus connu sous le nom de pacte Briand-Kellogg), le développement régional, l'enseignement, la liberté de la presse...
À Vichy en juillet 1940, il rallie, dans leur vaine tentative d'opposition, le groupe des sénateurs anciens combattants qui présente un contre projet de révision des lois constitutionnelles. 
 
Le 10 juillet, il fait partie des quatre-vingts parlementaires à voter contre les pleins pouvoirs au maréchal Pétain, en Limousin ils seront 3 parlementaires François Labrousse, Alexis Jaubert, et Léon Roche ce qui lui vaut d'être mis sous surveillance par le gouvernement de Vichy. 

En 1941, alors qu'il demeure rue Fernand-Delmas à Brive, il est cité par le gouvernement de Vichy comme faisant partie des dignitaires de la franc-maçonnerie.

Fidèle à ses convictions, François Labrousse rejoint alors les rangs de la Résistance. Après l'invasion de la zone libre par les troupes allemandes, la Gestapo le recherche, le contraignant, à presque 65 ans, à prendre le maquis.
Membre de l'Assemblée consultative provisoire dont il est un temps vice-président, il retrouve le Palais du Luxembourg en 1948 sous l'étiquette de l'Union démocratique et socialiste de la Résistance.
Peintre et caricaturiste de talent, il est également élu à l'Académie des beaux-arts en 1944.

## Distinctions
- Commandeur de la Légion d'honneur (27 aout 1948)[2]
- Croix de guerre 1914–1918
- Médaille de la Résistance française avec rosette (24 avril 1946)[3]
- Croix du combattant
- Officier de l'ordre de la Santé publique
- Chevalier de l'ordre du Mérite social

## Sources
- Ressources relatives à la vie publique :   - base Léonore
  - Sénat
- Ressource relative aux beaux-arts :   - Académie des beaux-arts
- Ressource relative à la recherche :   - La France savante
- « François Labrousse », dans le Dictionnaire des parlementaires français (1889-1940), sous la direction de Jean Jolly, PUF, 1960 [détail de l’édition]